# Ford Truck Mania
Ford Truck Mania es un videojuego de carreras todoterreno de 2003 con licencia de Ford desarrollado por Alpine Studios y publicado por Gotham Games para PlayStation. Fue lanzado el 16 de septiembre de 2003 en Norteamérica y el 19 de septiembre de 2003 en Europa.

## Jugabilidad
Los jugadores eligen entre una variedad de vehículos, incluidos ocho Ford estándar y cuatro camiones modificados, todos con dirección, transmisión, llantas, suspensión e incluso color ajustables. Las carreras se llevan a cabo en tres circuitos, Amateur, Semi Pro y Professional, y una serie de opciones permiten a los jugadores personalizar los recorridos y las reglas para adaptarlos a sus preferencias.